# 列别捷夫环形山

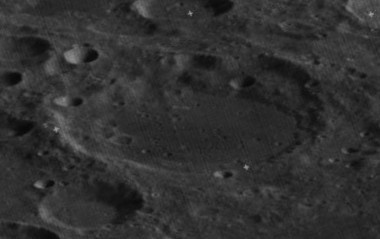
月球轨道器3号拍摄的朝南斜视图

列别捷夫环形山是月球背面位于南海东南岸一座古老的大撞击坑，约形成于前酒海纪，其名称取自俄罗斯物理学家彼得·尼古拉耶维奇·列别捷夫（1866年-1912年），1970年被国际天文学联合会正式批准接受。

## 描述
该陨坑位于阿努钦环形山西侧；西北毗邻兰姆环形山；东北坐落着普森环形山和范德瓦耳斯环形山；皮克尔纳陨石坑位于它的东侧；而东南和西南分别是卡塞格林环形山和库格勒环形山，列别捷夫环形山的西北是南海
。该陨坑的中心月面坐标为47°18′S 107°48′E / 47.3°S 107.8°E，直径121.8公里，
深度为2.9公里。
列别捷夫环形山外观呈多边形状，因存续时间长而明显磨损和侵蚀。陨坑内侧壁各处宽窄不一，其中北侧最窄，西南最宽，东西二侧依稀可见到残存的阶地状结构。坑壁平均高出周边地形1490米，内部容积约有10400立方千米。碗状的坑底已被幽暗的玄武岩熔岩淹没和抹平，表面布满许多细小的陨坑，靠南侧分布有一道低矮的山脊，其余部分地表平坦而无特色。

## 卫星陨石坑
按惯例，最靠近列别捷夫环形山的卫星坑在月图上以字母标注在该坑中心点的旁边。

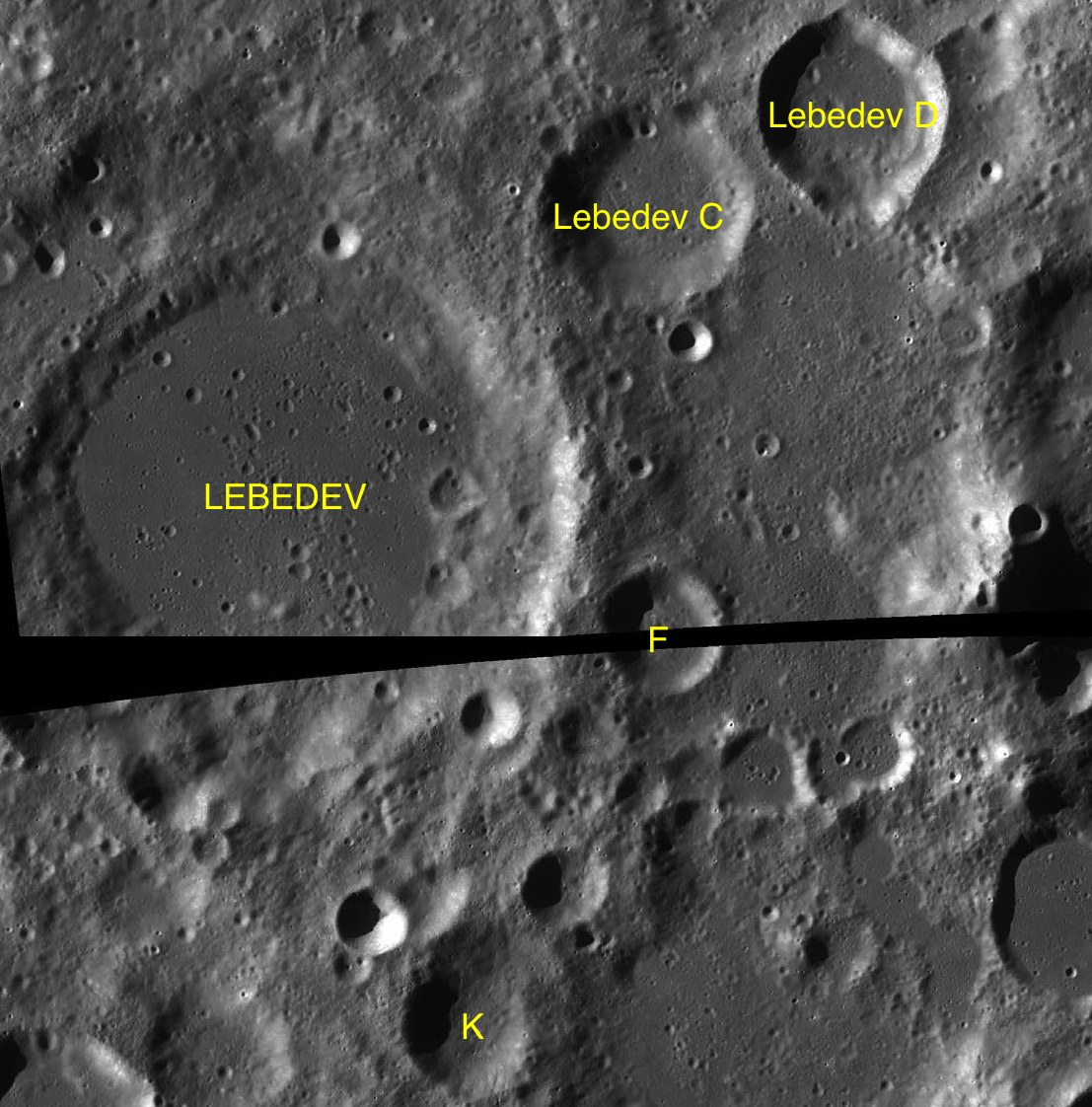
LAC-117与LAC-130拼接图

| 列别捷夫 | 纬度    | 经度     | 直径    |
| -------- | ------- | -------- | ------- |
| C        | 45.0° S | 111.0° E | 34 公里 |
| D        | 44.6° S | 112.5° E | 34 公里 |
| F        | 47.5° S | 110.8° E | 18 公里 |
| K        | 49.7° S | 108.9° E | 22 公里 |

- 卫星坑列别捷夫 K形成于雨海纪[2]。

## 另请参阅
- Andersson, L. E.; Whitaker, E. A. . NASA RP-1097. 1982.
- Blue, Jennifer. . USGS. July 25, 2007  [2007-08-05]. （原始内容存档于2012-04-08）.
- Bussey, B.; Spudis, P. . New York: Cambridge University Press. 2004. ISBN 978-0-521-81528-4.
- Cocks, Elijah E.; Cocks, Josiah C. . Tudor Publishers. 1995. ISBN 978-0-936389-27-1.
- McDowell, Jonathan. . Jonathan's Space Report. July 15, 2007  [2007-10-24]. （原始内容存档于2012-05-26）.
- Menzel, D. H.; Minnaert, M.; Levin, B.; Dollfus, A.; Bell, B. . Space Science Reviews. 1971, 12 (2): 136–186. Bibcode:1971SSRv...12..136M. doi:10.1007/BF00171763.
- Moore, Patrick. . Sterling Publishing Co. 2001. ISBN 978-0-304-35469-6.
- Price, Fred W. . Cambridge University Press. 1988. ISBN 978-0-521-33500-3.
- Rükl, Antonín. . Kalmbach Books. 1990. ISBN 978-0-913135-17-4.
- Webb, Rev. T. W.  6th revised. Dover. 1962. ISBN 978-0-486-20917-3.
- Whitaker, Ewen A. . Cambridge University Press. 1999. ISBN 978-0-521-62248-6.
- Wlasuk, Peter T. . Springer. 2000. ISBN 978-1-85233-193-1.